# Paul Rae
Paul Rae (ur. 27 czerwca 1968 w Nowym Orleanie) – amerykański aktor filmowy i telewizyjny.
Absolwent Bogalusa High School (1986).

## Filmografia
- 2003: CSI: Kryminalne zagadki Las Vegas (serial telewizyjny – sezon 4, odc. 4) jako Wesley Jones
- 2005: Trener jako strażnik
- 2007: Next jako brygadzista robotników drogowych
- 2007: Podkomisarz Brenda Johnson (serial telewizyjny – 1 odcinek) jako Rodney Cox
- 2007: Małolaty na obozie jako Phil Ryerson
- 2008: Californication (serial telewizyjny) jako Zed
- 2009: Zabójcze umysły (serial telewizyjny – sezon 4, odc. 25 i 26) jako Lucas Turner
- 2011: Powodzenia, Charlie! (serial telewizyjny) jako Mike
- 2013: Mad Men (serial telewizyjny – sezon 6, odc. 12) jako Byron Poole
- 2015: Blood & Oil (serial telewizyjny – 8 odcinków) jako Garry Laframboise
- 2018: Dom otwarty jako hydraulik
- 2018: Ballada o Busterze Scruggsie jako impresario kurczaka